# Zenon Chrzanowski

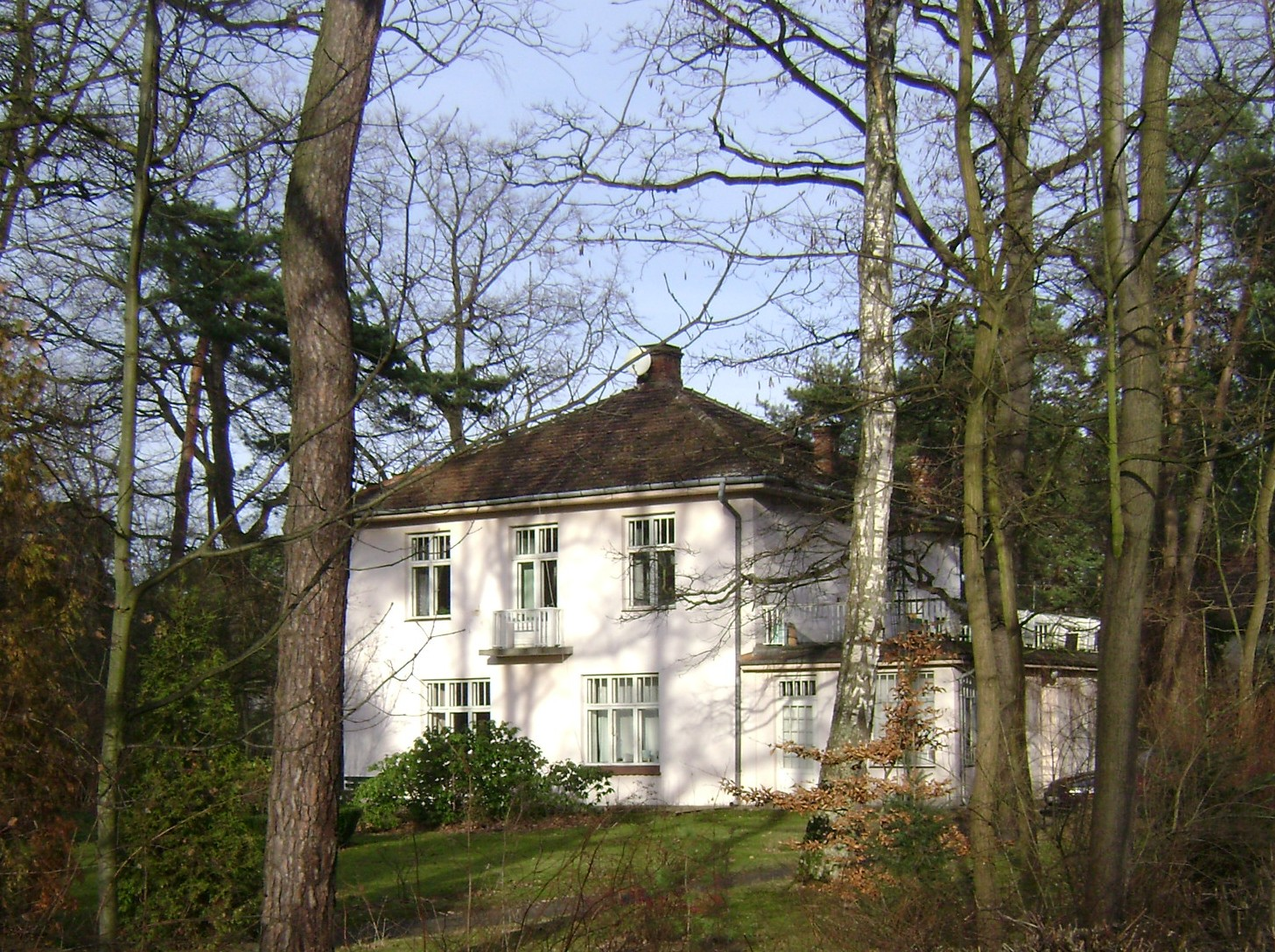
Willa „Swit” z 1914 w Konstancinie

Zenon Chrzanowski herbu Suchekomnaty (ur. 1866 w Smotryszowie, zm. 22 marca 1918 w Warszawie) – architekt początku XX wieku.

## Życiorys
Był najmłodszym synem Edmunda Edwarda Chrzanowskiego (1822-1893) i Zofii z Zabokrzewskich h. Sulima (1836-1910), posiadaczy majątku w ziemi piotrkowskiej.
Do szkół uczęszczał w Kaliszu. Po złożeniu egzaminu maturalnego w Męskim Gimnazjum Klasycznym udał się na studia architektury do Petersburga, które ukończył z wyróżnieniem.
Po powrocie do Polski otrzymał zamówienia na plany gmachów publicznych. Najbardziej znane jego dzieła to wybudowany w roku 1905 gmach prywatnej szkoły generała Pawła Chrzanowskiego przy ulicy Smolnej 30 w Warszawie, utrzymany w stylu secesji, oraz projekt kraty otaczającej pomnik Mickiewicza w stolicy. Zajmował się także architekturą wnętrz i wydał dwie prace z tej dziedziny: Kultura mieszkania (1911) i Sztuka i rzemiosło (1912).
W szkole Zenon Chrzanowski miał własną pracownię architektoniczną. W 1914 roku zaprojektował Willę „Świt” zbudowaną Konstancinie dla swego przyjaciela – malarza Zdzisława Jasińskiego. Wojna przerwała budowę i ukończono ją dopiero po 1920, gdy dom kupił Stefan Żeromski. Budynek utrzymany jest częściowo w duchu architektury angielskiej początku XX wieku. Chrzanowski zaprojektował też kilka innych domów w typie angielskim w Piasecznie. Jeden z nich był własnością gen. Pawła Chrzanowskiego (kuzyna architekta).
W Nałęczowie zaprojektował Dom Ludowy tzw. Ludowiec.
Jest również autorem projektu nagrobka rodzin Golczewskich i Głazków na radomskim cmentarzu na Firleju (kwatera nr 6A, grób nr 8733).

## Życie prywatne
Zenon Chrzanowski nie był żonaty i nie miał dzieci. Pochowany został na warszawskich Powązkach kwatera 232 rząd 7.